# SD Eibar
Sociedad Deportiva Eibar, S.A.D. er en Spansk fodboldklub baseret i Eibar, Gipuzkoa, i den spanske selvstyrende region Baskerlandet. Klubben blev gundlagt den 30 November 1940, og blev i sæsonen 2013/14 nummer 1 i Segunda División som oprykker.